# Nidirana guibeiensis
Nidirana guibeiensis — вид жаб родини жаб'ячих (Ranidae). Описаний у 2022 році.

## Поширення
Ендемік Китаю. Поширений на півночі провінції Гуансі. Мешкає на рисових полях або стоячих водоймах на висоті 300—1300 м над рівнем моря.

## Назва
Видова назва guibeiensis посилається на історичний регіон Гуйбей, який охоплює північну частину Гуансі, де поширений цей вид.

## Опис
Вид відрізняється від своїх родичів сукупністю таких характеристик: більші розміри тіла (SVL 50,2–63,6 мм у самців; 54,6 мм у єдиної відібраної самиці); спинка гладка з горбками на задній частині спини; поверхні горла, грудей і верхньої частини живота з сірим помутнінням, нижня частина живота майже кремово-білого кольору; спинна середня лінія з дискретною кремово-білою лінією; латеровентральні борозни присутні на всіх пальцях рук і ніг, але не на I пальці; великогомілково-тарзальний суглоб досягає рівня між оком і ніздрею; наявна пара субгулярних голосових мішків.